# Trimetoprim/sulfametoxazole
El trimetoprim/sulfametoxazol o cotrimoxazole és una combinació de dos antibiòtics que s'utilitza per tractar una varietat de infeccions bacterianes. Consta d'una part de trimetoprim a cinc parts de sulfametoxazole. S'utilitza per tractar les infeccions del tracte urinari, infeccions cutànies per Staphylococcus aureus resistent a la meticil·lina (SARM), diarrea del viatger, infeccions respiratòries i còlera, entre d'altres. S'utilitza tant per tractar i prevenir la pneumònia per Pneumocystis i la toxoplasmosi en persones amb VIH/SIDA i altres causes d'immunosupressió. Es pot administrar per via oral (empassat per la boca) o intravenosa (injectada lentament en una vena). Està comercialitzat a Espanya com a Septrin i Soltrim.
El trimetoprim/sulfametoxazole es troba a la Llista de medicaments essencials de l'Organització Mundial de la Salut i també està disponible com a medicament genèric en alguns països.